# Battaglia di Valga
La battaglia di Valga fu un conflitto che vide contrapporsi l'esercito russo a quello svedese l'8 luglio 1657 presso la cittadina di Valga, nell'ambito della guerra russo-svedese (1656-1658).
Il grosso dell'esercito russo disobbedì agli ordini del generale Sheremetyev e lasciò il campo di battaglia sin dall'inizio quando iniziò a prospettarsi l'idea di uno scontro presso Valga, costringendo il comandante a contare solo su 250 cavalieri al comando del colonnello Denis Fonvizin. Le forze svedesi vinsero lo scontro, e secondo le loro fonti sconfissero 8 000 soldati nemici catturando 32 bandiere e stendardi, lasciando al nemico 1 500 morti sul campo assieme al loro comandante, il generale Matvey Sheremetyev che, seppur catturato, morì in prigionia. Una recente analisi dei documenti d'archivio russi relativi alla battaglia ha però evidenziato come le forze totali dei russi in campo fossero pari a 2 193 uomini, con un totale di 108 morti, 28 feriti e 5 prigionieri nelle mani degli svedesi.